# 董德欽
董若思（?—?），字若思，明末诸生，清朝初年抗清军事人物。明朝右都御史董光宏之孙、董應雲之子，浙江鄞县人。

## 生平
明崇祯帝上吊自杀，明亡。明福王在明故都南京称帝，年号隆武。清军南下，克南京，南明福王政权亡。董若思纳衣巾于南京文庙，恸哭。浙东起兵抗清，在宁波加入抗清义军。南明鲁王监国，授予他监纪推官，没有接受。
不久浙东抗清失败，于是回到鄞县。大清顺治五年（1648年）初，谋宁波起义抗清夺城，是为“戊子宁波翻城之役”。但起义糟泄密，董若思被捕，不屈而死，列“五君子”之一。鲁王回到舟山，赠兵部郎中，張煌言作挽。